# Tripospermum juglandis
Tripospermum juglandis är en svampart som först beskrevs av Thüm., och fick sitt nu gällande namn av Speg. 1918. Tripospermum juglandis ingår i släktet Tripospermum och familjen Capnodiaceae.   Inga underarter finns listade i Catalogue of Life.